# 金光布袋戲
黃俊雄系列的布袋戲之一，又稱金光系列（金光戲說法不一，以聲、光、音樂、機關等豐富多彩或人物猶如金光護體而不倒不死為特徵），乃因民國83年（1994年）中華電視公司播出新雲州大儒俠最後一集，預告接續之戲碼為「金光系列」。之後推出劇集名稱多數有金光二字，如金光霹靂菩薩藏、金光十八龍等，遂成為代表名稱。現今的金光布袋戲系列由黃俊雄參與，其小兒子黃立綱為劇組主導，成立天地手遊（後更名為金光多媒體製作布袋戲影集，採販售DVD方式經營；2018年7月起，增加網路串流平台販售。
在2019年4月，新劇集戰血天道推出消息的同時，亦宣布為了不讓金光布袋戲被定期發行綁住劇情發想，因此於「2020年7月（戰血天道）播畢後暫時停播」，未來將以一整套影集的全新模式發行。

## 作品列表

### 劇集
| 作品名稱                     | 總集數 | 拍攝日期               | 播出/發行                     | 格式    | 備註                                                                            |
| ---------------------------- | ------ | ---------------------- | ----------------------------- | ------- | ------------------------------------------------------------------------------- |
| 新雲州大儒俠                 | 15集   | 1994                   |                               |         |                                                                                 |
| 金光霹靂菩薩藏               | 10集   | 1996                   |                               | VHS/DVD | 新動國際 DVD 40週年典藏(與萬教大革殺合輯)                                       |
| 萬教大革殺                   | 10集   | 1996                   |                               | VHS/DVD | 新動國際 DVD 40週年典藏(與金光霹靂菩薩藏合輯)                                   |
| 金光十八龍                   | 30集   | 1997                   |                               | VHS     | 天地多媒體                                                                      |
| 金光九天盤                   | 18集   | 1998                   |                               | VHS     | 未完，金光曾言會繼續製作，但至今仍無下文                                        |
| 射鵰英雄傳                   | 25集   | 1999                   | TVBS                          | VCD     | 製作發行：冠鈞多媒體/總代理：勝琦國際 經銷：豪客唱片（此套VCD疑似版權問題不明） |
| 千禧年雲州大儒俠             | 50集   | 2000                   | 中視                          | VHS/VCD | 得利影視50 VCD典藏版                                                            |
| 第一俠苦海女神龍             | 8集    | 2002                   | 台視                          | DVD     | 初版發行：廣龍國際/再版：新動國際                                               |
| 第一俠苦海女神龍之霹靂城     | 13集   | 2002                   | 台視                          | DVD     | 初版發行：廣龍國際/再版：新動國際                                               |
| 第一俠苦海女神龍之鷹燕龍虎榜 | 12集   | 2003                   | 台視                          | DVD     | 初版發行：廣龍國際/再版：新動國際                                               |
| 天地風雲                     | 45集   | 2004-2007              | 華視                          | DVD     | 初版發行：廣龍國際(含花絮)/再版：新動國際                                       |
| 六合水滸傳                   | 40集   | 2006-2016              | 民視                          | DVD     | 新動國際                                                                        |
| 包公俠義傳                   | 52集   | 2007-08/13～11/08      | 公視                          | DVD     | 初版代理：廣龍國際/經銷：豪客唱片                                               |
| 黑白龍狼傳                   | 26集   | 2009/08/06～2010/03/25 | 天地多媒體製作/新動國際發行   | DVD     | 本劇有出租版與整套劇集版                                                        |
| 天地風雲錄之決戰時刻         | 20集   | 2012/06/27～2012/10/30 | 天地多媒體製作/崗華影視發行   | DVD     |                                                                                 |
| 天地風雲錄之九龍變           | 36集   | 2012/12/05～2013/07/31 | 天地多媒體製作/崗華影視發行   | DVD     |                                                                                 |
| 天地風雲錄之劍影魔蹤         | 20集   | 2013/08/28～2014/01/01 | 天地多媒體製作/崗華影視發行   | DVD     |                                                                                 |
| 天地風雲錄之魔戮血戰         | 34集   | 2014/01/15～2014/08/20 | 天地多媒體製作/金光多媒體發行 | DVD     | 從21集開始，改為每周發一片，共34集                                              |
| 金光御九界之墨武俠鋒         | 32集   | 2014/09/03～2015/04/08 | 天地多媒體製作/金光多媒體發行 | DVD     |                                                                                 |
| 金光御九界之墨世佛劫         | 32集   | 2015/04/22～2015/11/25 | 天地多媒體製作/金光多媒體發行 | DVD     |                                                                                 |
| 金光御九界之墨邪錄           | 22集   | 2015/12/16～2016/05/11 | 天地多媒體製作/金光多媒體發行 | DVD     |                                                                                 |
| 金光御九界之東皇戰影         | 40集   | 2016/05/25～2017/02/22 | 天地多媒體製作/金光多媒體發行 | DVD     |                                                                                 |
| 金光御九界之魆妖紀           | 32集   | 2017/03/22～2017/10/25 | 天地多媒體製作/金光多媒體發行 | DVD     |                                                                                 |
| 金光御九界之鬼途奇行錄       | 32集   | 2017/11/22～2018/06/27 | 天地多媒體製作/金光多媒體發行 | DVD     |                                                                                 |
| 金光御九界之齊神籙           | 32集   | 2018/08/29～2019/04/03 | 天地多媒體製作/金光多媒體發行 | DVD     |                                                                                 |
| 金光御九界之戰血天道         | 32集   | 2019/05/01～2020/07/08 | 天地多媒體製作/金光多媒體發行 | DVD     | 從第1集起改為雙週發行一集。                                                     |
| 金光御九界之仙古狂濤         | 32集   | 2021/01/06～2022/03/16 | 天地多媒體製作/金光多媒體發行 | DVD     |                                                                                 |
| 金光御九界之妖禍天劫         | 32集   | 2022/04/27～2023/01/04 | 天地多媒體製作/金光多媒體發行 | DVD     | 從第16集起改為雙週發行兩集。                                                    |
| 金光九天決之魔羽龍淵         |        | 無限延期               | 天地多媒體製作/金光多媒體發行 | DVD     |                                                                                 |

雖然劇集皆是金光所出，但因為各種因素與時間的關係，劇集之間的劇情並不完全連接。目前粗分為「雲州大儒俠新版」與「雲州大儒俠千禧版」兩個脈絡。雲州大儒俠新版結束後為金光霹靂菩薩藏，之後為萬教大革殺、金光十八龍及未完的金光九天盤（至18集後停拍）。雲州大儒俠千禧版結束後為第一俠苦海女神龍，之後為第一俠苦海女神龍之霹靂城、第一俠苦海女神龍之鷹燕龍虎榜，故事至此告一段落。但其後之黑白龍狼傳雖承接於第一俠苦海女神龍之鷹燕龍虎榜，但僅取大概設定延續下去：如史門四子中的鷹女史菁菁突然神隱，僅從九龍變時的銀燕及魔戮血戰21時的小空口中提起過確實有其存在，目前劇情仍未解釋不出現的理由。與此相同者也有水夫人，自黑白龍狼傳起便未曾出現，但史豔文在藏鏡人公開表明是其兄弟之後，曾向其提及母親仍在等候他，然而後續劇情並未說明藏鏡人是否有回去探望母親。另外黑白郎君在《第一俠苦海女神龍之霹靂城》死在馳突人（雪山銀燕）手上，之後卻在《黑白龍狼傳》～《天地風雲錄》系列出現，種種設定衝突下，因此第一俠系列並不直接認為是續作，但尚可銜接。更之後的天地風雲錄之決戰時刻、天地風雲錄之九龍變、天地風雲錄之劍影魔蹤、天地風雲錄之魔戮血戰之劇情則完全銜接。

### 音樂CD
- 雲州大儒俠史艷文風雲再現（大信唱片）
- 黃俊雄布袋戲天地風雲原聲帶1CD+1DVD(贈典藏天地風雲人物精選MVDVD)（廣龍國際）
- 2007黃俊雄布袋戲歌曲精選集（廣龍國際）
- 劇集原聲帶

- 黑白龍狼傳劇集原聲帶（隨天地風雲錄之決戰時刻免費附送）
- 天地風雲錄之決戰時刻劇集原聲帶（愚人夢想）
- 天地風雲錄之九龍變劇集原聲帶【壹】、【貳】（愚人夢想）
- 金光群俠音樂精選【壹】決戰金光（瀚式黃朝音樂）
- 天地風雲錄之劍影魔蹤劇集原聲帶（愚人夢想）
- 天地風雲錄之魔戮血戰劇集原聲帶【壹】、【貳】（愚人夢想）
- 金光御九界之墨武俠鋒劇集原聲帶【壹】、【貳】（愚人夢想）
- 金光御九界之墨世佛劫劇集原聲帶【上】、【下】（愚人夢想）
- 金光御九界之墨邪錄劇集原聲帶
- 金光御九界之東皇戰影劇集原聲帶
- 金光御九界之魆妖紀劇集原聲帶
- 金光布袋戲藏樂選集《翠羽珠璣》
- 金光御九界之鬼途奇行錄劇集原聲帶
- 金光御九界之齊神籙劇集原聲帶
- 金光御九界之戰血天道劇集原聲帶
- 金光布袋戲藏樂選集《翠羽珠璣》【貳】
- 金光御九界之仙古狂濤劇集原聲帶

### DVD
- 金光經典武戲-武極天下
- 金光經典武戲-武極天下【二】
- 金光經典武戲-武極天下【三】

### VCD
- 黃俊雄布袋戲掌中話乾坤紀念珍藏 / VCD1片裝 / 金光總部
- 黃俊雄‧黃立綱布袋戲第一俠苦海女神龍精華篇(特別收錄幕後花絮) / 1片裝 / 金光總部
- 雲州大儒俠史艷文布袋戲MTV精華版 /1片裝 / 東立漫畫隨書贈品

### 黃俊雄經典系列DVD
- 黃俊雄經典系列神刀魔劍六合魂上2片裝(01~15集)發行:廣龍國際總代理:方聯科技
- 黃俊雄經典系列神刀魔劍六合魂下2片裝(16~30集)發行:廣龍國際總代理:方聯科技
- 黃俊雄經典系列新雲州大儒俠上2片裝(01~25集)發行:廣龍國際總代理:方聯科技
- 黃俊雄經典系列新雲州大儒俠下2片裝(26~47集)發行:廣龍國際總代理:方聯科技
- 典藏天地風雲人物精選MV(DVD)(黃俊雄布袋戲天地風雲原聲帶附贈)

### 書籍
- 雲州大儒俠史艷文圖鑑典藏特集(限量精裝版 附 六合三俠傳 介紹) 遠流出版
- 雲州大儒俠史艷文圖鑑典藏特集 遠流出版
- 金龍傳史艷文羅宇麟羅天豪圖鑑典藏特集(附 金龍傳所有角色武功介紹) 武達出版
- 黃俊雄布袋戲射鵰英雄傳之群星會 遠流出版
- 雲州大儒俠 史艷文(漫畫 全8集) 東立出版

### 遊戲
- 手機遊戲：史艷文傳奇（原名決戰金光）——網銀國際
- 手機遊戲：金光群俠傳 ——Me2遊戲派對
- 手機遊戲：天地金光 ——奇樂科技
- 手機遊戲：金光風雲錄——熊貓遊戲
- 手機遊戲：群俠來了

### 數位平台
- 2018年7月起，在myVideo、friDay 、LiTV、LINE TV、巴哈姆特動畫瘋、四季直播、Gt行動電視、17直播等平台上架

## 登場人物
- 新雲州大儒俠主要人物：藏鏡人，史艷文，無我先生，五爪金鷹（三不人），庸兒，劉三，劉萱姑，酷行郎（沙玉琳），二齒，怪老子，小我紳士，大我非常人，趙玄武，賽關公查士雄，小金剛，萬化魔君，岩面摩陀，安天祥，大漠金蠍
- 金光十八龍系列主要人物：史艷文，藏鏡人(半邊屍人)，冰山冷燕(胞兄：雪海銀燕)，學海哲無書，醜君拾字郎，俏如來(天福大法師)，小華陀，劉三，怪老子，燕駝龍，了孑孓，非常道者，卵佛仙，金刀法王，毒紫蓮，青蓮君，夜來香(潑貓) ，一串紅，萬君愁(苦海女神龍)，女暴君（姚明月），十代香妃，壯七逆，戕八叛，闇兇，醜孔明，望無規，闇無天，申靈主宰(白骨靈猴)，荒野金刀獨眼龍，地教元尊，獨腳漢（玉面獅子默都南），天涯問罪人，孝女白瓊，千惡僧，西方子，玉女媧，閻王使…等
- 千禧雲州大儒俠主要人物：史艷文，三缺浪人，小金剛＆少年隊，廣東花，萬教之父，藏鏡人，女暴君，網中人，風雲女，真假仙，青海巫上師，闇兇，壯七逆，戕八叛，紫魄力，荒野金刀獨眼龍，半截居士彭能，白蓮教主黃天忌，灰灰道人，冷心心，溪邊羅漢鐵乞丐，劉三，兩齒，怪老子，庸兒（史艷文書僮），冷霜子，風雨斷腸人
- 第一俠苦海女神龍主要人物：苦海女神龍，了孑孓，萬變烏鴉，黑白郎君 ，中國強，醉彌勒，逃名客，廣東花，天下第二人，四正佛，西廠公公劉玄，半邊屍人，荒野金刀獨眼龍
- 霹靂城主要人物：八足原人，馳突人(雪山銀燕)，小空(史仗義)，天道一俠聖劍白陽生
- 鷹燕龍虎榜主要人物：請參照鷹燕龍虎榜
- 黑白龍狼傳主要人物：請參照黑白龍狼傳
- 天地風雲錄主要人物

- 決戰時刻主要人物：請參照決戰時刻
- 九龍變主要人物：請參照九龍變
- 劍影魔蹤主要人物：請參照劍影魔蹤
- 魔戮血戰主要人物：請參照魔戮血戰

金光霹靂普薩藏主要人物：俏如來,史豔文
射雕英雄傳的主要人物：無雙才子無敵夫

## 外部連結
- 天地多媒體國際有限公司
- 金光布袋戲的Facebook專頁
- 戰血天道劇集官網 （页面存档备份，存于）